# Anna Fotyga

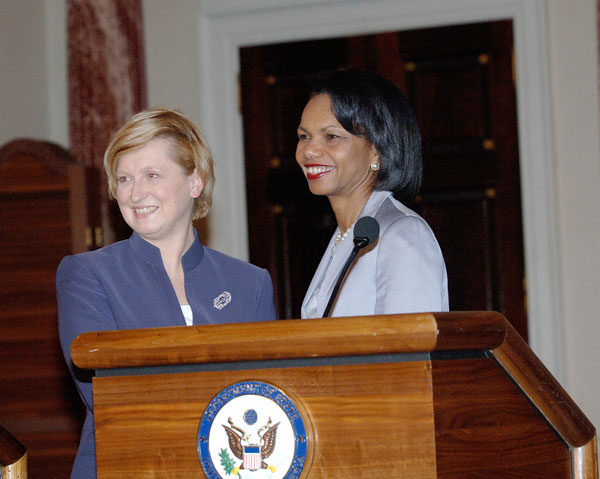
Anna Fotyga i Condoleezza Rice w Waszyngtonie (2006)

Anna Elżbieta Fotyga z domu Kawecka (ur. 12 stycznia 1957 w Lęborku) – polska polityk i ekonomistka.
W latach 2002–2004 wiceprezydent Gdańska, w latach 2005–2006 sekretarz stanu w Ministerstwie Spraw Zagranicznych, w latach 2006–2007 przewodnicząca Komitetu Integracji Europejskiej, w latach 2006–2007 minister spraw zagranicznych, w latach 2007–2008 szef Kancelarii Prezydenta RP Lecha Kaczyńskiego, posłanka na Sejm VII kadencji (2011–2014), posłanka do Parlamentu Europejskiego VI, VIII i IX kadencji (2004–2005 i 2014–2024).

## Życiorys
W 1976 została absolwentką III Liceum Ogólnokształcącego im. Bohaterów Westerplatte w Gdańsku. W 1981 ukończyła studia z zakresu handlu zagranicznego na Uniwersytecie Gdańskim.
W 1981 pracowała w dziale zagranicznym Krajowej Komisji Porozumiewawczej NSZZ „Solidarność”. W latach 1987–1989 była członkinią zarządu spółki „Modem”. Od 1989 do 1991 pracowała, a następnie kierowała Biurem Spraw Zagranicznych Komisji Krajowej NSZZ „Solidarność”. Była bliską współpracownicą ówczesnego wiceprzewodniczącego Związku Lecha Kaczyńskiego.
W latach 1992–1994 pracowała w przedsiębiorstwie wydawniczym „Przekaz”, a w kolejnych latach jako ekspertka w Międzynarodowej Organizacji Pracy oraz jako doradczyni przy projektach Banku Światowego. Od 1998 do 2002 pełniła funkcję wiceprzewodniczącej rady nadzorczej Zakładu Ubezpieczeń Społecznych. Od 1999 do 2001 była także doradczynią prezesa Urzędu Nadzoru Ubezpieczeń Zdrowotnych ds. integracji europejskiej, a w 2000 również doradczynią prezesa Rady Ministrów do spraw międzynarodowych w rządzie Jerzego Buzka. W 2001 pełniła obowiązki dyrektora Departamentu Spraw Zagranicznych Kancelarii Prezesa Rady Ministrów.
W listopadzie 2002 została mianowana zastępczynią prezydenta miasta Gdańska, gdzie była odpowiedzialna za politykę gospodarczą miasta oraz między innymi fundusze z Unii Europejskiej. Zrezygnowała z tej funkcji w dniu 12 stycznia 2004, formułując zarzuty o nepotyzm lub korupcję pod adresem prezydenta miasta Pawła Adamowicza z PO i jego otoczenia.
W wyborach do Parlamentu Europejskiego w 2004 startowała z listy Prawa i Sprawiedliwości w okręgu nr 1 obejmującym województwo pomorskie. Uzyskała mandat poselski, otrzymując 25 994 głosów. Sprawowała go do 22 listopada 2005. Następnego dnia została mianowana sekretarzem stanu w Ministerstwie Spraw Zagranicznych. 9 maja 2006 po dymisji Stefana Mellera prezydent Lech Kaczyński mianował ją na stanowisko ministra spraw zagranicznych w rządzie Kazimierza Marcinkiewicza. Była pierwszą kobietą na tym stanowisku. Utrzymała je w rządzie Jarosława Kaczyńskiego, ponadto została przewodniczącą Komitetu Integracji Europejskiej.
Od września 2006 do maja 2010 zasiadała w Radzie Bezpieczeństwa Narodowego. 4 lipca 2007 Platforma Obywatelska złożyła do Sejmu wniosek o wotum nieufności dla wszystkich ministrów, w tym Anny Fotygi. 7 września 2007 – wraz z pozostałymi ministrami – została odwołana ze stanowisk ministra spraw zagranicznych i przewodniczącej Komitetu Integracji Europejskiej w rządzie Jarosława Kaczyńskiego, który równocześnie powołał ją na stanowisko sekretarza stanu w MSZ. Jeszcze tego samego dnia ponownie powołana na poprzednie stanowiska. Tym samym marszałek Sejmu uznał za bezprzedmiotowy wniosek PO o wotum nieufności. Funkcję ministra pełniła do 16 listopada 2007.
29 listopada 2007 została przez Lecha Kaczyńskiego powołana na stanowisko szefa Kancelarii Prezydenta RP. Pełniła tę funkcję do 20 sierpnia 2008. W latach 2009–2010 kierowała misją Międzynarodowej Organizacji Pracy w Tbilisi. W sierpniu 2010 podała się do dymisji.
W wyborach parlamentarnych w 2011 była kandydatką Prawa i Sprawiedliwości do Sejmu z okręgu gdańskiego. Uzyskała wówczas mandat poselski liczbą 24 662 głosów. W 2014 z powodzeniem kandydowała z listy PiS w wyborach do Parlamentu Europejskiego, zdobywając 56 677 głosów i zostając eurodeputowaną VIII kadencji. Została wybrana na przewodniczącą parlamentarnej Podkomisji Bezpieczeństwa i Obrony (SEDE). W 2019 ponownie wystartowała w wyborach do Parlamentu Europejskiego z pierwszego miejsca listy PiS w okręgu nr 1. W wyborach tych uzyskała poparcie 160 517 głosujących, utrzymując mandat eurodeputowanej na kolejną kadencję.
W marcu 2020 weszła w skład grupy dziesięciu ekspertów, powołanej z inicjatywy sekretarza generalnego NATO Jensa Stoltenberga celem rozpoczęcia prac nad reformą Sojuszu Północnoatlantyckiego. W 2024 nie uzyskała reelekcji w kolejnych wyborach europejskich.

## Wyniki w wyborach ogólnopolskich
| Wybory | Komitet Wyborczy                   | Komitet Wyborczy       | Organ                            | Okręg            | Wynik          |
| ------ | ---------------------------------- | ---------------------- | -------------------------------- | ---------------- | -------------- |
| 2004   |                                    | Prawo i Sprawiedliwość | Parlament Europejski VI kadencji | nr 1             | 25 994 (6,39%) |
| 2011   | Sejm VII kadencji                  | Prawo i Sprawiedliwość | nr 25                            | 24 662 (5,94%)   |                |
| 2014   | Parlament Europejski VIII kadencji | Prawo i Sprawiedliwość | nr 1                             | 56 677 (11,99%)  |                |
| 2019   | Parlament Europejski IX kadencji   | Prawo i Sprawiedliwość | nr 1                             | 160 517 (19,40%) |                |
| 2024   | Parlament Europejski X kadencji    | Prawo i Sprawiedliwość | nr 1                             | 57 647 (7,75%)   |                |

## Odznaczenia
- Krzyż Komandorski Orderu „Za Zasługi dla Litwy” (Litwa, 2009)[16]
- Order Krzyża Ziemi Maryjnej III klasy (Estonia, 2022)[17]
- Order „Za zasługi” III klasy (Ukraina, 2022)[18]

## Życie prywatne
Córka lekarzy – Jerzego i Krystyny. Jest mężatką, ma dwoje dzieci.